# 大相撲令和4年5月場所
大相撲令和4年5月場所（おおずもうれいわよねん5がつばしょ）は、2022年（令和4年）5月8日から5月22日までの15日間、東京都墨田区の国技館（両国国技館）で開催されていた大相撲本場所である。

## 概要
5月場所に関する時系列
- 2022年1月27日 - 日本相撲協会はこの場所の観客数の上限を、通常の約87％に当たる1日9265人とすると発表した。升席は従来通りの4人掛けと2人掛けに分け、たまり席やボックス席、椅子席は全席使用し、チケットを扱う相撲茶屋（相撲案内所）も営業を再開する予定が示された[2]。

## 番付・星取表
勝ち越し、      負け越し。※赤文字は優勝力士の成績。

### 幕内
| 東方   | 東方      | 東方     | 番付   | 西方     | 西方    | 西方                   |
| 備考   | 成績      | 力士名   | 番付   | 力士名   | 成績    | 備考                   |
| ------ | --------- | -------- | ------ | -------- | ------- | ---------------------- |
|        | 12勝3敗   | 照ノ富士 | 横綱   |          |         |                        |
|        | 6勝9敗    | 御嶽海   | 大関   | 正代     | 5勝10敗 |                        |
|        |           |          | 大関   | 貴景勝   | 8勝7敗  |                        |
|        | 9勝6敗    | 若隆景   | 関脇   | 阿炎     | 7勝8敗  |                        |
|        | 8勝7敗    | 豊昇龍   | 小結   | 大栄翔   | 11勝4敗 | 再小結 殊勲賞 優勝次点 |
|        | 6勝9敗    | 髙安     | 前頭1  | 逸ノ城   | 全休    |                        |
|        | 10勝5敗   | 霧馬山   | 前頭2  | 琴ノ若   | 9勝6敗  |                        |
|        | 5勝10敗   | 北勝富士 | 前頭3  | 玉鷲     | 9勝6敗  |                        |
|        | 7勝8敗    | 遠藤     | 前頭4  | 隆の勝   | 11勝4敗 | 殊勲賞 優勝次点        |
|        | 2勝4敗9休 | 阿武咲   | 前頭5  | 翔猿     | 7勝8敗  |                        |
|        | 9勝5敗1休 | 宇良     | 前頭6  | 若元春   | 9勝6敗  |                        |
|        | 4勝11敗   | 宝富士   | 前頭7  | 琴恵光   | 6勝9敗  |                        |
|        | 7勝8敗    | 志摩ノ海 | 前頭8  | 照強     | 5勝10敗 |                        |
|        | 6勝9敗    | 琴勝峰   | 前頭9  | 栃ノ心   | 8勝7敗  |                        |
|        | 9勝6敗    | 隠岐の海 | 前頭10 | 錦木     | 8勝7敗  |                        |
|        | 10勝5敗   | 碧山     | 前頭11 | 千代翔馬 | 6勝9敗  |                        |
|        | 6勝9敗    | 妙義龍   | 前頭12 | 佐田の海 | 11勝4敗 | 敢闘賞 優勝次点        |
|        | 8勝7敗    | 千代大龍 | 前頭13 | 明生     | 8勝7敗  |                        |
| 再入幕 | 6勝9敗    | 王鵬     | 前頭14 | 豊山     | 6勝9敗  |                        |
| 再入幕 | 5勝10敗   | 東龍     | 前頭15 | 一山本   | 8勝7敗  |                        |
|        | 全休      | 石浦     | 前頭16 | 翠富士   | 9勝6敗  | 再入幕                 |
|        | 2勝13敗   | 荒篤山   | 前頭17 | 輝       | 6勝9敗  |                        |

### 十両
| 東方   | 東方      | 東方     | 番付   | 西方     | 西方    | 西方   |
| 備考   | 成績      | 力士名   | 番付   | 力士名   | 成績    | 備考   |
| ------ | --------- | -------- | ------ | -------- | ------- | ------ |
|        | 8勝7敗    | 千代丸   | 十両1  | 英乃海   | 8勝7敗  |        |
|        | 6勝9敗    | 千代の国 | 十両2  | 剣翔     | 10勝5敗 |        |
|        | 7勝8敗    | 水戸龍   | 十両3  | 竜電     | 9勝6敗  |        |
|        | 5勝10敗   | 天空海   | 十両4  | 東白龍   | 9勝6敗  |        |
|        | 3勝7敗5休 | 北の若   | 十両5  | 大翔鵬   | 9勝6敗  |        |
|        | 11勝4敗   | 大奄美   | 十両6  | 錦富士   | 11勝4敗 |        |
|        | 6勝9敗    | 炎鵬     | 十両7  | 矢後     | 4勝11敗 |        |
|        | 9勝6敗    | 德勝龍   | 十両8  | 朝乃若   | 10勝5敗 |        |
|        | 7勝8敗    | 魁勝     | 十両9  | 魁聖     | 6勝9敗  |        |
|        | 7勝8敗    | 島津海   | 十両10 | 武将山   | 9勝6敗  |        |
|        | 8勝7敗    | 平戸海   | 十両11 | 大翔丸   | 4勝11敗 |        |
|        | 3勝12敗   | 松鳳山   | 十両12 | 熱海富士 | 10勝5敗 |        |
| 再十両 | 4勝11敗   | 千代嵐   | 十両13 | 栃丸     | 8勝7敗  | 新十両 |
|        | 7勝8敗    | 貴健斗   | 十両14 | 美ノ海   | 9勝6敗  |        |

従来、1984年1月場所から2022年3月場所までは、三段目の定員は東西100枚の計200人であったが、力士数の減少に伴い、当場所から三段目の定員が東西90枚の計180人に削減された。

## 優勝争い
中日を終え、2敗で平幕の玉鷲、隆の勝、碧山、佐田の海、一山本がトップに立つ展開で、それを照ノ富士らが3敗で追走する展開となった。
玉鷲、碧山は連敗し、優勝争いから後退。また一山本も10日目に幕内最初の勝ち越しを決めるも、上位陣との対戦が組まれ、連敗し優勝争いから脱落した。
12日目を終え、優勝争いのトップは２敗を守る隆の勝となり、それを３敗で照ノ富士、宇良、佐田の海が追う展開となった。
13日目は、佐田の海は小結・豊昇龍を破り3敗をキープ。隆の勝は関脇・若隆景に敗れ3敗に後退。
照ノ富士も3敗を守る一方、宇良は関脇・阿炎に敗れ、4敗に後退。その取組で怪我をし、翌日から休場し、優勝争いから脱落した。
14日目は、佐田の海は小結・大栄翔に敗れ、4敗。照ノ富士と隆の勝は両者勝利し、3敗をキープした。
この時点で、優勝争いは、3敗の照ノ富士、隆の勝。4敗の大栄翔、佐田の海の4人に絞られた。
千秋楽、隆の勝と佐田の海の取組が組まれ、佐田の海がすくい投げで隆の勝を破った。
大栄翔は4敗をキープしたため、照ノ富士の結果次第では4人の優勝決定戦の可能性もあったが、結びの一番で御嶽海を寄り切りで破り、12勝3敗で7回目の優勝を決めた。

## 備考
- 三賞は殊勲賞に照ノ富士を破った大栄翔（5回目）と隆の勝（初）が選ばれた。
- 敢闘賞に佐田の海が選ばれた。佐田の海は実に47場所ぶりの三賞受賞となった。これは出島と並ぶ史上4番目に長いブランクでの受賞となった。
- 玉鷲は照ノ富士を破り、3場所連続の金星を獲得。また、今場所5日目に初土俵からの連続出場が1426回となり、高見山を抜き、史上4位となった。
- 2日目終了時点にして三役以上の全勝が消滅。2日目での全勝消滅は極めて珍しい[3]。中日終了時点にして幕内が2敗を首位とする事態も異例[4]。
- 13日目は正代と御嶽海の7敗同士の大関の対決となり、これには八角理事長も「優勝争いの大関戦なら（ともかく）負けた方が負け越し。寂しいよね」と落胆していた[5]。
- 14日目終了時点で正代と御嶽海の負け越しが決定しており、千秋楽に貴景勝が負け越せば角番制度発足以来初となる皆勤3大関負け越しという事態となっていた[6]。千秋楽に貴景勝が勝ち越しを決めてこれは実現せずに済んだ。